# Voces inocentes
Voces inocentes és una pel·lícula mexicana de 2004 dirigida per Luis Mandoki que transcorre durant la Guerra Civil d'El Salvador el 1980, estrenada el 16 de setembre de 2004 i es basa en la infància de l'escriptor salvadorenc Óscar Torres. La pel·lícula aborda l'ús dels nens per part de l'Exèrcit i també mostra la injustícia en contra de persones innocents que es veuen obligades a combatre en la guerra. La pel·lícula està orientada a un públic adult, a causa del seu fort contingut violent.

## Argument
La pel·lícula ens relata la història de Chava, un nen que viu en circumstàncies difícils a causa d'una guerra deslligada a El Salvador. Chava viu amb la preocupació de ser reclutat, ja que als nens majors de 12 anys els recluten per preparar-los per a l'exèrcit. El seu pare va deixar a la seva família per anar als Estats Units, per la qual cosa Chava de ben petit va quedar com l'home responsable de la casa. La mare de Chava treballava per mantenir a la família, fins que un dia va haver de treballar fins a tarda i llavors -a boca de nit- Chava continuava esperant que torni la seva mare. Però de sobte un baluern el va sorprendre a ell i a la seva germana: eren trets de les forces armades d'El Salvador que lliuraven una batalla amb els rebels de la guerrilla del FMLN. Chava va tancar la porta i va tapar les finestres, va ficar la seva germana i el seu germà sota el suport del llit van esperar fins que les coses es tranquil·litzessin. L'endemà, Chava va anar a fer una comanda i va observar una central d'autobusos; llavors va començar a explorar i va trobar un autobús obert i es va pujar a jugar a aquest autobús que no tenia conductor. Després d'un temps va arribar el conductor i el va veure i li va proposar que treballés per ell i Chava va acceptar, perquè el volia ajudar a la seva mare amb la despesa diària.
Al final Chava tracta d'unir-se a la guerrilla, però l'exèrcit arriba i els arresten a tots i se'ls emporten per a la muntanya per matar-los però només maten dos dels amics de Chava ja que la guerrilla arriba abans que matin a Chava; ell surt corrent i veu a un soldat en la muntanya franquejant o matant des de dalt i decideix que el matarà, però no ho fa ja que el veu i s'adona que era un amic seu; decideix anar-se'n a buscar a la seva mare però troba tot incendiat així passa tot el dia allí; l'endemà quan el foc ja s'ha acabat gairebé per complet baixa d'un arbre on havia pujat per a veure la seva casa ja destruïda però, veu a la seva mare allí viva i decideixen anar-se'n plegats; l'endemà la seva mare decideix que el deure anar-se per als Estats Units amb el seu pare i així acaba la pel·lícula. Va ser filmada a Mèxic, al poblat de Xico Veracruz i els seus voltants.

## Repartiment
- Carlos Padilla: Chava.
- Leonor Varela: Kella.
- Gustavo Muñóz: Ancha.
- José María Yazpik: Tío Beto.
- Ofelia Medina: Mamá Toya.
- Daniel Giménez Cacho: Cura.
- Jesús Ochoa: Xofer.
- Alejandro Felipe Flores: Ricardito.
- Xuna Primus: Cristina María.
- Paulina Gaitán: Angelita.
- Ana Paulina Cáceres: Rosita.
- Adrián Alonso: Chele.
- Alan Chávez: Antonio.
- Andrés Márquez: Marcos.
- Jorge Ángel Toriello: Fito.

## Crítiques
Una de les majors crítiques de la pel·lícula és que els personatges no parlen amb accent salvadorenc o la inexistència del "caliche". A El Salvador, les persones utilitzen molt el voseo en parlar. Una situació no present en la pel·lícula. Es diu que l'actuació del personatge no és conforme a la realitat que es va viure en aquesta guerra perquè milers i milers de nens van combatre en ella, ja fora en l'un o l'altre bàndol. Cal dir que aquesta obra és basada en la infància de l'escriptor salvadorenc Óscar Torres. Un punt molt important, que va rebre molt bones crítiques és basat en el missatge final, on es percep el senyal de «sempre hi ha una sortida diferent».

## Premis
- Un Premi Cor de Cristall, així com el Premi a l'Elecció del Públic Dramàtic de funcions en el Heartland Film Festival 2005-2006.[3]
- Agulla Espacial d'Or, premi al Festival Internacional de Cinema de Seattle (2005).
- Premi Stanley Kramer del Gremi de Productors d'Amèrica.
- En la XLVII edició dels Premis Ariel va guanyar els premis a la Millor coactuació femenina, maquillatge i efectes especials.[4]
- Fou seleccionada per representar Mèxic a l'Oscar a la millor pel·lícula de parla no anglesa, però finalment no fou nominada.[5]